# 200-й (Звёздные врата: SG-1)
«200-й» (англ. «200th») — эпизод научно-фантастического телевизионного сериала «Звёздные врата: SG-1», 10-й сезон. Второе название — 200-й эпизод сериала. Сюжетная линия является продолжением 100-го эпизода.
Этот эпизод в 2007 году выиграл «Constellation Award» за Лучший фильм научной фантастики 2006 года или Телевизионный сценарий и в 2007 году был выдвинут на премию Хьюго за лучшую постановку (малая форма).

## Сюжет
О’Нилл направляет на базу SGC Мартина Ллойда (инопланетянин, оставшийся на Земле). Ллойд снова продюсирует телешоу на основе реальной программы SG, только на этот раз решено снимать полнометражный телефильм. О’Нилл и Лэндри издевательски решили, что лучше SG-1 никто не сможет вычитать сценарий и дать Мартину полезные советы. Разместившись в зале совещаний, SG-1 и Мартин всю серию так и просидели за чтением сценария.

## Шутки и ссылки
Основная часть эпизода — стёб над всем, что только можно придумать. В ходе обсуждения сценария затрагивается множество тем: эвоки, вторжение зомби, невидимая миссия (где О’Нилл стал невидимым), дань «Волшебнику из Страны Оз», «На краю Вселенной», «Звёздный путь» и т. д.

## Интересные факты
- Корин Немек (играл Джонаса Квинна) — единственный актёр из прежнего состава главных исполнителей, отсутствующий в серии.
- Дон С. Дэвис озвучивает кукольного генерала Хаммонда.
- В этой серии показаны Фёрлинги в бредовой фантазии Мартина Ллойда. Эта серия — одна из четырёх в сериале, где упоминаются Фёрлинги.
- В пародии на телесериал «На краю Вселенной» Клаудия Блэк вернулась к роли миротворца Айрин Сун, которую она исполняла в этом телесериале в течение 4 сезонов. Роль Джона Крайтона тоже должен был играть оригинальный исполнитель — Бен Браудер, но в последний момент он поменялся с Майклом Шэнксом. Браудер сыграл загадочного Старка, Аманда Таппинг — Чиану, а Кристофер Джадж — Д’Арго.
- В этой серии раскрывается уход Майкла Шэнкса из сериала в 6 сезоне и возвращение в 7 сезоне.